# Adelphophylus
Adelphophylus is een geslacht van wantsen uit de familie van de Miridae (Blindwantsen). Het geslacht werd voor het eerst wetenschappelijk beschreven door Wagner in 1959.

## Soorten
Het genus bevat de volgende soorten:

- Adelphophylus balcanicus (Kormilev, 1939)
- Adelphophylus kormilevi (Protić, 2005)
- Adelphophylus oenderi (Çerçi, KoÇak & Tezcan, 2019)
- Adelphophylus pericarti (Matocq & Magnien, 2009)
- Adelphophylus serbicus (Protić, 2005)